# Челику, Хайредин
Хайредин Челику (алб. Hajredin Çeliku; 4 мая 1927, Пешкопия, Албанская республика — июнь 2005, Албания) — албанский политический, государственный и общественный деятель.

## Биография
Участник Движения Сопротивления во время Второй мировой войны. В 1939—1944 годах участвовал в Народно-освободительной борьбе албанского народа против итальянских и немецких оккупантов.
В 1947 году вступил в Компартию Албании (с 1948 года — Албанская партия труда АПТ). С 1947 года активный член центрального комитета коммунистической молодежной организации Албании. В 1948—1953 годах изучал инженерное дело в СССР.
В 1953 году окончил Тиранский университет, инженер. В 1955—1966 годах — директор металлообрабатывающего завода им. Э. Ходжи, в 1967—1969 годах — первый секретарь столичного Тиранского окружного комитета АПТ, в 1974—1982 годах — директор металлургического комбината «Сталь партии», в 1982—1987 годах — министр промышленности и горной добычи, в правительстве Адиля Чарчани, с февраля 1989 года — министр транспорта Албании.
В 1971 году стал кандидатом в члены ЦК Албанской партии труда, с 1976 года — член ЦК АПТ, с ноября 1981 года — член Политбюро ЦК АПТ, в 1987—1989 годах работал секретарём ЦК АПТ.
В 1966—1972 и с 1982 годах — депутат Народного собрания Албании.
В 1993 году, после падения коммунистического режима в Албании, предстал перед судом вместе с группой партийно-государственных руководителей, в том числе Бесник Бектеши, Ламби Гегприфти, Прокоп Мурра, Пали Миска, Ленка Чуко, Мухо Аслани, Фото Чами по обвинению в злоупотреблении властью. Был приговорён к шести годам тюремного заключения, вышел на свободу после событий 1997 года, повлекших смену правительства.
Умер в Тиране в 2005 году.